# Condado de Macon (Tennessee)
O Condado de Macon é um dos 95 condados do Estado americano do Tennessee. A sede do condado é Lafayette, sua maior cidade. O condado possui uma área de 796 km² (dos quais 0 km² estão cobertos por água), uma população de 20 386 habitantes, e uma densidade populacional de 26 hab/km² (segundo o censo nacional de 2000). O condado foi fundado em 1842.